# Dasyhelea storai
Dasyhelea storai är en tvåvingeart som beskrevs av Art Borkent 1997. Dasyhelea storai ingår i släktet Dasyhelea och familjen svidknott.
Artens utbredningsområde är Kanarieöarna. Inga underarter finns listade i Catalogue of Life.